# Stimmungstagebuch
Ein Stimmungstagebuch ist eine systematische Methode zur Messung des persönlichen Befindens und wird meist begleitend zur Therapie von bipolaren Störungen und Depressionen eingesetzt. Es zielt darauf ab, Betroffenen den Umgang mit bipolaren Störungen und Depressionen zu erleichtern und Frühwarnzeichen für eine Intensivierung der Erkrankung zu erkennen. Als Therapiebegleitung kann ein Stimmungstagebuch auch der Dokumentation des Therapiefortschritts sowie als Basis für etwaige Maßnahmen dienen.

## Inhalt
Ein Stimmungstagebuch folgt einer zuvor festgelegten Struktur, welche zumindest die Beurteilung der eigenen Stimmung pro Tag auf einer zuvor festgelegten Skala beinhaltet. Eine der Methoden ist der NIMH Life Chart Ansatz, in welcher die Skala in 4 Manie-, 4 Depressions-Stufen und einer Stufe für „ausgeglichen“ unterschieden wird. Darüber hinaus beinhalten Stimmungstagebücher oft Angaben zu Schlaf, Medikation sowie Energie und Antrieb.

## Form
Ein Stimmungstagebuch kann mit einfachen Mitteln wie Stift und Papier geführt werden. Da es einer klar definierten Struktur folgt, bieten zahlreiche Plattformen und Organisationen passende Vorlagen dafür an. Darüber hinaus gibt es auch eine Vielzahl an Möglichkeiten, ein Stimmungstagebuch elektronisch zu führen – beispielsweise in Form einer Tabelle. Es gibt auch eine Vielzahl an mobilen Apps für Handys wie beispielsweise [Happiness], Moodistory, Moodlytics, T2 Mood Tracker.